# Twenty One Pilots

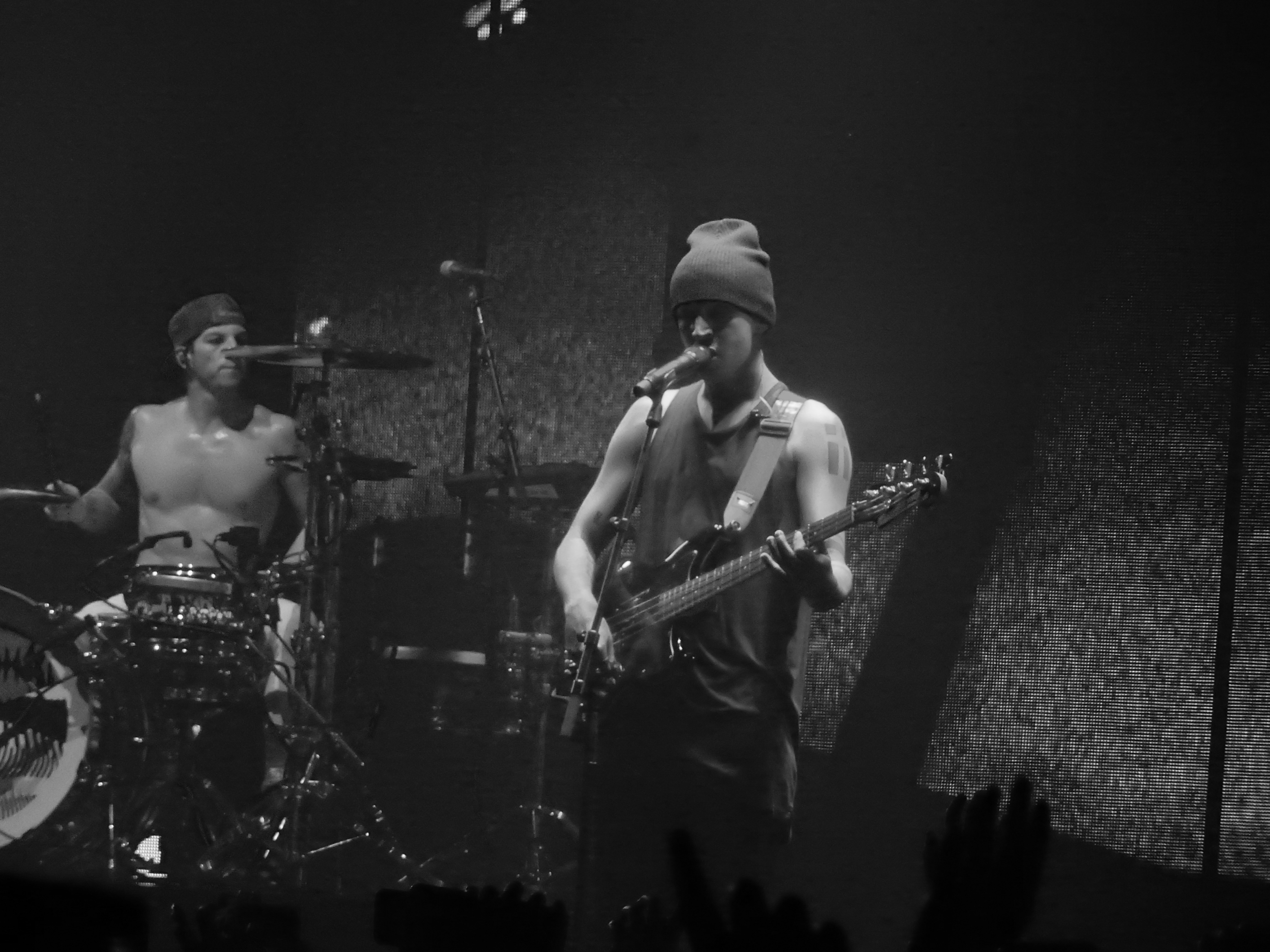
Twenty One Pilots 2016

Twenty One Pilots (stylizowane jako twenty øne piløts) – amerykański zespół muzyczny, założony w 2009 w Columbus przez Tylera Josepha, Nicka Thomasa i Chrisa Saliha. Od 2011 zespół tworzą Tyler Joseph i Josh Dun.
Zespół otrzymał nagrodę Grammy w kategorii Best Pop Duo/Group Performance za utwór „Stressed Out” podczas 59. ceremonii wręczenia nagród Grammy. Zanim podpisali umowę z wytwórnią Fueled by Ramen w 2012 samodzielnie wydali dwa albumy: Twenty One Pilots (2009) oraz Regional at Best (2011). W 2013 premierę miał ich trzeci album, Vessel, który stał się drugą płytą w historii, na której każdy utwór otrzymał co najmniej złoty certyfikat, co uczyniło grupę pierwszym zespołem w historii muzyki, w którym każdy utwór na dwóch albumach zdobywa złote lub platynowe nagrody.
Zespół osiągnął przełomowy sukces ze swoim czwartym albumem Blurryface (2015), na którym znajdują się single „Stressed Out” i „Ride”. Stał się on pierwszym albumem w historii, na którym każdy utwór osiągnął co najmniej złoty certyfikat Amerykańskiego Stowarzyszenia Przemysłu Nagraniowego. Również wydanie singla „Heathens” sprawiło, że grupa została pierwszym alternatywnym artystą w historii, który miał jednocześnie dwa najlepsze single w pierwszej piątce listy Billboard Hot 100 i trzecim rockowym wykonawcą w historii, który miał dwa single jednocześnie w pierwszej piątce tegoż notowania. 5 października 2018 zespół wydał piąty album pt. Trench, a 21 maja 2021 – szóstą płytę w dorobku pt. Scaled and Icy.
24 maja 2024 zespół wydał siódmą płytę pt. Clancy.
Osiem piosenek zespołu dotarło do pierwszego miejsca na amerykańskiej liście piosenek alternatywnych – Alternative Songs, co czyni go szóstym artystą z największą liczbą piosenek na szczycie notowania.

## Historia
Nazwa zespołu pochodzi ze sztuki, którą przerabiałem w college’u pt. „Wszyscy moi synowie” Arthura Millera. Główny bohater produkuje części do samolotów wojennych. Zorientował się, że niektóre części, które produkuje, są wadliwe. Musiał podjąć decyzję: wycofać części czy je wysłać? W końcu decyduje się je wysłać, przez co ginie 21 pilotów. Jak my to interpretujemy? Ciągle mamy jakieś decyzje do podejmowania. Zawsze jest dobre i złe wyjście, czasami trudno jest zdecydować, które jest dobre, a które – złe. Często trudne wyjście jest dobrym. Dzięki nazwie naszego zespołu ciągle przypominamy sobie o tym, by podejmować tylko dobre decyzje.

Zespół został założony w 2009 w amerykańskim mieście Columbus przez przyjaciół ze studiów: Tylera Josepha, Nicka Thomasa i Chrisa Salih. Joseph wymyślił nazwę zespołu podczas czytania sztuki Arthura Millera pt. Wszyscy moi synowie. W grudniu 2009 zespół wydał swój pierwszy album pt. Twenty One Pilots i zaczął koncertować po Ohio.
W 2011 Thomas i Salih odeszli z zespołu ze względu na nadmiar zajęć, a do Tylera Josepha dołączył Josh Dun. 8 lipca wydali swój drugi album pt. Regional at Best. W listopadzie zagrali w mieście Columbus wyprzedany koncert, przyciągając uwagę wielu wytwórni płytowych. W kwietniu 2012 ogłosili, że podpisali kontrakt z wytwórnią Fueled by Ramen. 17 lipca 2012 wydali pod skrzydłami wytwórni EP pt. Three Songs. W sierpniu koncertowali z zespołami Neon Trees i Walk the Moon. Ich album Vessel, nad którym pracowali z Gregiem Wellsem (producentem, który pracował m.in. z Adele i Katy Perry), został wydany 8 stycznia 2013.
19 maja 2015 wydali czwarty album studyjny pt. Blurryface. Wydawnictwo promowały m.in. single „Stressed Out”, który znalazł się na pierwszym miejscu listy AirPlay – Top w Polsce i uzyskał status potrójnej platynowej płyty, oraz „Ride”.
W maju 2016 wyruszyli w światową trasę koncertową o nazwie „Emotional Roadshow”, w ramach której wystąpił m.in. na stadionie Hersheys. 16 czerwca w serwisie Spotify ukazało się nagranie „Heathens”, pochodzące ze ścieżki dźwiękowej do filmu Legion samobójców. W 2018, po rocznej przerwie w działalności medialnej, wydali cztery piosenki: „Jumpsuit” „Nico And The Niners” „Levitate” oraz „My Blood”, które zapowiadały ich album pt. Trench wydany 5 października 2018. Ogłosili również trasę koncertową „The Bandito Tour” składającą się z występów m.in. w USA, Australii, Nowej Zelandii oraz kilku krajów w Europie. 9 kwietnia 2020 wydali utwór „Level of Concern”, a w kwietniu 2021 zapowiedzieli wydanie albumu pt. Scaled and Icy, który swoją premierę miał 21 maja 2021.
Do tej pory zespół zagrał cztery koncerty w Polsce. 3 listopada 2016 zaprezentowali się fanom na warszawskim Torwarze, drugi raz zagrali 15 lutego 2019 w łódzkiej Atlas Arenie, trzeci koncert odbył się 30 czerwca 2022 w trakcie festiwalu Open’er w Gdyni, a czwarty ponownie w łódzkiej Atlas Arenie 9 kwietnia 2025.

## Muzycy
Obecni członkowie
- Josh Dun – perkusja, trąbka, tamburyn, chórki, instrumenty perkusyjne (od 2011)
- Tyler Joseph – wokal, instrumenty klawiszowe, ukulele, gitara basowa, syntezatory, pianino, tamburyn, gitara elektryczna, keytar, steel pedal guitar (od 2009)

Byli członkowie
- Chris Salih – perkusja, instrumenty klawiszowe (2009–2011)
- Nick Thomas – gitara basowa, instrumenty klawiszowe (2009–2011)

## Dyskografia
Albumy studyjne
- Twenty One Pilots (2009)
- Regional at Best (2011)
- Vessel (2013)
- Blurryface (2015)
- Trench (2018)
- Scaled And Icy (2021)
- Clancy (2024)
- Breach (2025)

## Nagrody i wyróżnienia
| Rok  | Kategoria                                         | Tytułem            | Nagroda                  | Nota          | Źródło |
| ---- | ------------------------------------------------- | ------------------ | ------------------------ | ------------- | ------ |
| 2016 | Best Fanbase                                      | Twenty One Pilots  | Kerrang! Awards          | Laur          | [ 22 ] |
| 2016 | Artist of the Year                                | Twenty One Pilots  | Alternative Press        | Laur          | [ 23 ] |
| 2016 | Album of the Year                                 | Twenty One Pilots  | Alternative Press        | Laur          | [ 23 ] |
| 2017 | Best Pop Duo/Group Performance                    | „Stressed Out”     | Grammy                   | Laur          | [ 24 ] |
| 2017 | Record of the Year                                | „Stressed Out”     | Grammy                   | Nominacja     | [ 25 ] |
| 2017 | Best Rock Performance                             | „Heathens”         | Grammy                   | Nominacja     | [ 25 ] |
| 2019 | Album Roku (Album of the Year)                    | „TRENCH”           | The Pop Hub Awards       | W oczekiwaniu |        |
| 2019 | Ulubiona Trasa Koncertowa (Favorite Concert Tour) | The Bandito Tour   | The Pop Hub Awards       | W oczekiwaniu |        |
| 2021 | Alternative Rock Song of the Year                 | „Level of Concern” | iHeartRadio Music Awards | WINNER        | [ 26 ] |
| 2021 | Alternative Rock Artist of the Year               | twenty one pilots  | iHeartRadio Music Awards | WINNER        | [ 26 ] |
| 2022 | Best Live Act                                     | Twenty One Pilots  | Kerrang! Awards          | WINNER        |        |